# Caecarcturus quadraspinosus
Caecarcturus quadraspinosus är en kräftdjursart som beskrevs av Schultz 1981. Caecarcturus quadraspinosus ingår i släktet Caecarcturus och familjen Antarcturidae.
Artens utbredningsområde är havet kring Nya Zeeland. Inga underarter finns listade i Catalogue of Life.